# Caio Musônio Rufo
Caio Musónio Rufo também conhecido como Musónio, o Etrusco (Volsinii, por volta de 30 - por volta de de 100) foi um filósofo estoico do século I. Seu pensamento impactou imediatamente seu círculo de alunos - dentre eles Epicteto - e sua influência estendeu-se pela antiguidade tardia, alcançando autores cristãos.

## Biografia
Durante o império de Nero, Musónio alcançou grande fama como professor de sabedoria estoica. Após a Conspiração de Pisão, Nero o baniu de Roma. Durante a década de 70, Musónio foi novamente exilado, retornando à Roma apenas sobre o império de Tito, passando a lecionar para um grande público até a sua morte. Como Musónio parece não ter escrito nenhuma obra, sua filosofia sobreviveu apenas por meio de fragmentos de notas de aula publicadas posteriormente por seus alunos.
Em seus ensinamentos, Musónio preocupou-se principalmente com questões éticas. Segundo Musónio, todas as pessoas têm uma disposição para levar uma vida virtuosa por meio de uma formação filosófica adquirida ao longo da vida - a qual inclui fundamentos teóricos para uma implementação prática. Este treinamento inclui ascetismo e regras aplicáveis a todos os âmbitos da vida humana. É, pois, tarefa da filosofia guiar o homem em sua busca pelo bem, sendo a única ciência capaz de livrar as pessoas das influências externas negativas.
Fragmento 51  “Quando eu ainda era um menino na escola, ouvi dizer esse ditado grego, e como o sentimento é verdadeiro e marcante, bem como nítido e redondo, eu fiquei muito feliz em memorizá-lo. “Se alguém realiza algum bem embora com trabalho, a labuta passa, mas o bem permanece; se alguém faz algo desonroso com prazer, o prazer passa, mas a desonra permanece“. 